# Lazise
Lazise är en ort och kommun i provinsen Verona i regionen Veneto i Italien. Kommunen hade 7 042 invånare (2018).